# Melipotis trujillensis
Melipotis trujillensis är en fjärilsart som beskrevs av Paul Dognin 1912. Melipotis trujillensis ingår i släktet Melipotis och familjen nattflyn. Inga underarter finns listade i Catalogue of Life.